# Stiphodon birdsong
Stiphodon birdsong är en fiskart som beskrevs av Watson, 1996. Stiphodon birdsong ingår i släktet Stiphodon och familjen smörbultsfiskar. IUCN kategoriserar arten globalt som livskraftig. Inga underarter finns listade i Catalogue of Life.